# Carl Engel (musicologo)
Carl Engel (Thiedewise, 6 luglio 1818 – Kensington, 17 novembre 1882) è stato un musicologo tedesco.
Emigrato a Londra nel 1850, è ricordato soprattutto per l'opera Alla breve da Bach a Debussy (edita postuma nel 1921).